# Duckeanthidium yurimaguasano
Duckeanthidium yurimaguasano är en biart som först beskrevs av Urban 2004.  Duckeanthidium yurimaguasano ingår i släktet Duckeanthidium och familjen buksamlarbin. Inga underarter finns listade i Catalogue of Life.